# Kanton (heraldik)
 For alternative betydninger, se Kanton. (Se også artikler, som begynder med Kanton)
En kanton er i heraldisk sammenhæng et firkantet felt, som regel placeret i øverste venstre hjørne af våbenskjoldet. En kanton er gerne kvadratisk og tydeligt mindre end en fjerdedel af skjoldet.
- Wikimedia Commons har flere filer relateret til Kanton (heraldik)

| Heraldik | Spire Denne artikel om heraldik er en spire som bør udbygges. Du er velkommen til at hjælpe Wikipedia ved at udvide den. |